# ミカエラ・ローレン
ミカエラ・ローレン（Mikaela Laurén、1976年1月20日 - ）は、スウェーデンのプロボクサー、元競泳選手。ストックホルム出身。元WBC女子世界スーパーウェルター級王者。

## 来歴
3歳で水泳を始め、ストックホルム警察のスポーツクラブで練習した後、18歳でネブラスカ大学リンカーン校に留学。2001年に帰国し、アテネオリンピックを目指した。2004年に引退するまで国内選手権16のタイトル、3のスウェーデン記録を手にした。
2005年3月、アナボリックステロイド所持容疑で逮捕される。薬物及び銃器所持で実刑判決を受け2006年5月より1年2か月収監された。その期間中、ミッドスウェーデン大学で栄養学と運動科学を学ぶ一方で、フィジカルトレーニングを女性受刑者に対して指導した。
出所後、再びアメリカに渡りサンタモニカでパーソナルトレーナーとして働きながらプロボクサーを目指す。
帰国後の2008年5月に契約を結び、2009年4月デビュー。
2010年9月24日、カールスタードにて40歳のアメリカ人Jill Emeryを判定で降しWPBF世界ウェルター級王座を獲得。
10月30日、ドイツのロストックで世界チャンピオンセシリア・ブレークフス（ノルウェー）に挑むが、7回にTKOで敗れる。
2014年11月8日、Alexandra Magdziak Lopes（アメリカ）を判定で破りWBC女子世界スーパーウェルター級王座を獲得した。

## 戦績
- 38戦 32勝 13KO 6敗

## 獲得タイトル
- 第5代WBC女子世界スーパーウェルター級王座
- IBO女子世界スーパーウェルター級王座